# Jerzy Rawicz (pisarz)
Jerzy Rawicz, ur. jako Jerzy Rabinowicz, ps. „Marian Warszałłowicz”, „Joter”, „JR” (ur. 29 czerwca 1914 w Łodzi, zm. 9 marca 1980 w Warszawie) – polski pisarz i dziennikarz.

## Życiorys
Był synem majstra włókienniczego – Pawła Rabinowicza oraz Soni z domu Lipskiej. W 1932 ukończył naukę w gimnazjum niemieckim w Łodzi. W latach 1933–1939 studiował początkowo prawo, a następnie filologię polską na Uniwersytecie Warszawskim. Od 1935 zaczął publikować na łamach prasy socjalistycznej, m.in. „Robotnika”, „Młodzi Idą”, „Dziennika Ludowego”, „Łodzianina”. W 1936 został członkiem Polskiej Partii Socjalistycznej, a w latach 1936–1937 pracował jako redaktor „Dziennika Popularnego”. W 1935 opublikował tom poezji Przeklęte istnienie, w 1937 zaś Co pieśń może. W 1939 wspólnie z Witoldem Millerem (ps. „Andrzej Brózda”) napisał powieść Tutaj spać nie wolno.
Po rozpoczęciu II wojny światowej, jesienią 1939 zamieszkał w Białymstoku, gdzie pracował jako nauczyciel języka polskiego oraz współpracował z redakcją „Sztandaru Wolności”. W 1940 został przyjęty do Związku Pisarzy ZSRR. Po rozpoczęciu wojny niemiecko-radzieckiej przebywał na Polesiu. Na początku 1942 został aresztowany przez Niemców i wywieziony do KL Auschwitz-Birkenau, a po ewakuacji obozu następnie do KL Mauthausen i do obozów w Amstetten i Ebensee. W 1945 powrócił do Polski i został członkiem Komitetu Wojewódzkiego PPS w Białymstoku oraz pracował w redakcji „Jedności Narodowej” w Białymstoku. Następnie pracował w Warszawie jako redaktor pism: „Polska Zbrojna”, „Robotnik”, „Trybuna Ludu” (do 1957 roku), „Za Wolność i Lud”, „Prawo i Życie” i „Wychowanie”. W latach 1948–1957 był sekretarzem i przewodniczącym Klubu Sprawozdawców Parlamentarnych.
W 1962 zrezygnował z pracy dziennikarskiej, skupiając się na pisaniu książek. W latach 1962–1965 pracował jako sekretarz Międzynarodowego Komitetu Oświęcimskiego, a następnie przeszedł na emeryturę.

### Działalność publicystyczna
Jako dziennikarz po II wojnie światowej publikował głównie na temat działalności Sejmu PRL, stosunków polsko-niemieckich, Niemiec i historii II Rzeczypospolitej. W latach 50. XX w. dokonał 7 przekładów publikacji antyhitlerowskich pisarzy niemieckich oraz dokonywał prac redakcyjnych na łamach publikacji dotyczących Oświęcimia. Po 1962 roku publikował książki głównie na tematy historyczne, opisując epizody dotyczące 20-lecia międzywojennego, utrzymując je w tonie sensacyjnym. Pomimo pewnej popularności wśród czytelników, były oceniane krytycznie przez historyków. W tym okresie powstały m.in. Generał Zagórski zaginął… (1963), Doktor Łokietek i Tata Tasiemka (1968), Kariera Szambelana (1974) o aferzyście – Stefanie Ołpińskim przetłumaczona na język słowacki, Do pierwszej krwi (1974) na temat pojedynkowania się w okresie 20-lecia międzywojennego, Diabeł przegrany (1976) o Wacławie Kostku-Biernackim, czy też szkice historyczne nt. międzywojnia w publikacji Pozostało do wyjaśnienia (1979). Rawicz swoje książki pisał krytycznie wobec II Rzeczypospolitej Polskiej. Opierał je na kwerendach archiwalnych i prasowych. Publikował m.in. na tematy związane z III Rzeszą, m.in. Zbrodniarze Oświęcimia przed niemieckim sądem (1964) oraz oparte na wspomnieniach komendanta Rudolfa Hößa opracowanie Dzień powszedni ludobójcy (1973)
W 2014 roku, ponad 40 lat po jego śmierci Wydawnictwo W.A.B., wydało jego książkę Doktor Łokietek i Tata Tasiemka. Dzieje gangu.

## Życie prywatne
Był 3-krotnie żonaty. Jego pierwsza żona wraz ze swoją rodziną zginęła w getcie w Białymstoku. Drugą żoną była Irena z domu Hukowska, z którą miał syna Marcina Rawicza (ur. 1948), natomiast trzecią żoną była Maria z domu Molek, z którą miał córkę Magdalenę Rawicz (ur. 1967).
Został pochowany na cmentarzu Wojskowym na Powązkach (kwatera B39, rząd 4, miejsce 7).

## Publikacje
- Rabinowicz J., Przeklęte istnienie, 1935[3]
- Rabinowicz J., Co pieśń może. Wiersze i satyry, 1937
- Brózda A., Rabinowicz J., Tutaj spać nie wolno: powieść, F. Hoesick, 1939
- Rawicz J., Nauki września 1939, Warszawa 1951[4]
- Małcużyński K., Rawicz J., Gdy Polską rządziła burżuazja, Książka i Wiedza, 1952
- Rawicz J., Z niedawnej przeszłości: o wyborach samorządowych w Polsce przedwrześniowej, Książka i Wiedza, 1954
- Rawicz J. Dno, Warszawa 1958,
- Rawicz J., Zbrodniarze Oświęcimia przed niemieckim sądem, Ludowa Spółdzielnia Wydawnicza, 1963
- Rawicz J., Generał Zagórski zaginął. Z tajemnic lat międzywojennych, Książka i Wiedza, 1963
- Rawicz J., Doktor Łokietek i Tata Tasiemka, Warszawa 1968[4]
- Rawicz J., Okupacja i medycyna. Wybór artykułów z „Przeglądu lekarskiego – Oświęcim” z lat 1961–1970, Książka i Wiedza, 1971
- Rawicz J., Dzień powszedni ludobójcy, Czytelnik, 1973
- Rawicz J., Do pierwszej krwi, Czytelnik, 1974
- Rawicz J., Kariera Szambelana, Czytelnik, 1974
- Rawicz J., Kariéra pápežského komoríka, Pravda, 1974 (słow.)
- Rawicz J., Diabeł przegrany, Czytelnik, 1976
- Rawicz J., Pozostało do wyjaśnienia, Czytelnik, 1979
- Rawicz J., Doktor Łokietek i Tata Tasiemka: dzieje gangu, Wydawnictwo W.A.B. – Grupa Wydawnicza Foksal, 2014, ISBN 978-83-280-1401-5

### Przekłady
- Apitz B. Nadzy wśród wilków, 1960
- Fallada H. Każdy umiera w samotności, 1950, 1956
- Marchwitza H., Kumiacy, Książka i Wiedza, 1951
- Claudius E.(inne języki), Zielone oliwki i nagie skały, Książka i Wiedza, 1958
- Schilling W.(inne języki), Siewcy Strachu, Książka i Wiedza, 1962
- Bezymenskij L.(inne języki), Strzał którego nie było, Czytelnik, 1970
- Pery B., Zeznania Pery Broada SS-mana w Oświęcimiu, Wydawnictwo Państwowego Muzeum w Oświęcimiu, 1969

## Odznaczenia
- Krzyż Kawalerski Orderu Odrodzenia Polski[1]